# Felix Kopprasch

Felix Kopprasch

Felix Kopprasch (* 18. August 1891 in Zerbst; † 13. März 1946 im Speziallager Ketschendorf) war ein deutscher Politiker (NSDAP).

## Leben und Wirken
Nach dem Besuch des herzoglichen Franzisceums und dem Realprogymnasiums in Zerbst war Kopprasch von 1907 bis 1908 als Volontär tätig. Von 1910 bis 1914 besuchte er die königliche Gewerbe-Akademie in Chemnitz, wo er das Reifezeugnis für Maschinen-Ingenieure erwarb. Nach dem Ausbruch des Ersten Weltkrieges war Kopprasch an der Westfront eingesetzt. Im August 1917 wurde er zum Reserve-Leutnant befördert. Nach einer zweiten Verwundung am 13. Juni 1918 kehrte er zu 80 % schwerkriegsbeschädigt mit einem steifen Bein aus dem Krieg zurück. Im Krieg hatte er unter anderem das Eiserne Kreuz II. Klasse erhalten.
In den 1920er Jahren war Kopprasch bei verschiedenen Firmen als Konstrukteur und Ingenieur tätig beziehungsweise arbeitete diesen selbständig als Zeichner zu. In der Nachkriegszeit begann er sich politisch zu betätigen: 1920 wurde er Mitglied des Stahlhelm-Kampfbundes und später Mitglied der Organisation Consul. 
Im August 1922 trat er schließlich in die NSDAP ein. Eigenen Angaben zufolge war er während des Hitlerputsches im November 1923 für mehrere Wochen in besonderer Mission in die Lüneburger Heide entsandt. Zum 29. Mai 1925 trat er der neu gegründeten Partei erneut bei (Mitgliedsnummer 6.723), wurde Schriftführer der NSDAP-Ortsgruppe Erfurt und 1926 Leiter derselben. 1927 wurde er Geschäftsführer der Gruppe Hannover. Seit 1930 organisierte Kopprasch die Wahlversammlungen in den Kreisen Hannover und Linden. Anschließend wurde er Kreisleiter von Linden, im September 1932 Kreisleiter der vereinigten Kreise Hannover und Linden. 
Nach der nationalsozialistischen Machtergreifung wurde er 1933 Stadtverordneter in Hannover, von März bis August 1933 außerdem kommissarischer Bürgermeister in Sarstedt im Kreis Hildesheim. 1934 wurde er Gauinspekteur und Kreisleiter von Hannover-Land. Von April 1935 bis März 1936 verwaltete er zusätzlich die Kreise Hameln Stadt und Land mit. Im Februar 1936 Leiter des Kreises Kalenberg.
Von November 1933 bis zum Ende der NS-Herrschaft im Frühjahr 1945 saß Kopprasch als Abgeordneter für den Wahlkreis 16 (Gau Südhannover-Braunschweig) im nationalsozialistischen Reichstag.
Nach Kriegsende wurde Kopprasch in Zerbst vom sowjetischen NKWD verhaftet. Ohne Gerichtsverfahren oder Urteil kam er in das Speziallager Ketschendorf, wo er am 13. März 1946 verstarb.

## Schriften
- „Erinnerungen verflossener Tage“, in: Die Nationalsozialistische Bewegung 1921-1924. Gründung der Ortsgruppe Hannover, Geschichte der ersten SA. Hannovers Entscheidungskampf in Niedersachsen, s.l. e.a. [1923], S. 21 ff.